# Clavigesta sylvestrana
Clavigesta sylvestrana là một loài bướm đêm thuộc họ Tortricidae. Loài này có ở miền tây và tây bắc Baltic region, Anh, Pháp, the Hà Lan, Bỉ, Đức và Madeira.
Sải cánh dài 12–15 mm. Con trưởng thành bay vào tháng 6 và tháng 7.
Ấu trùng ăn Pinus pinaster, Pinus pinea, Pinus sylvestris, Abies alba và Picea abies. 